# Beauforthavet

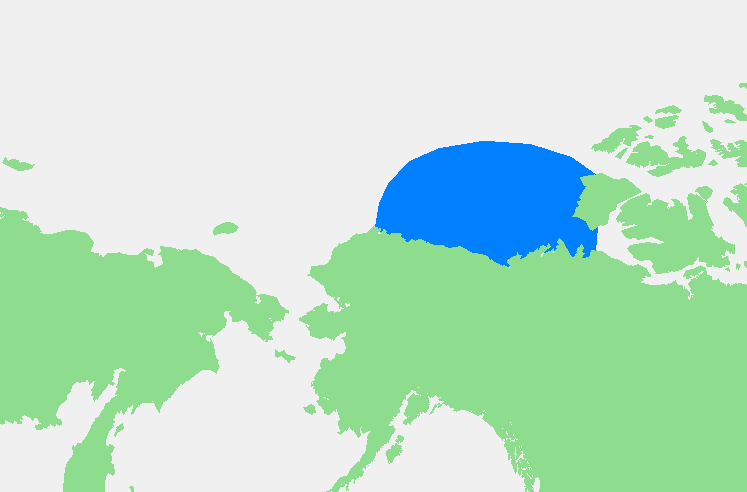
Karta över Beauforthavet.

Beauforthavet (engelska: Beaufort Sea) är ett randhav i Norra ishavet som ligger norr om Alaska och nordvästra Kanada, kring Mackenzieflodens mynning. Havets gräns i norr dras från Point Barrow i Alaska till Prince Patrick Island i Kanada, en av Queen Elizabethöarna. Det är ungefär 480 000 km² stort och dess största djup ligger 4 683 meter under vattenytan. Havet är uppkallat efter engelske amiralen Sir Francis Beaufort. Större förekomster av petroleum och naturgas finns i Beauforthavet, vilka hittades på 1960-talet. Den första provborrningen av dessa gjordes 1986.
Gränsen mellan Kanada och USA som ligger i vattnet är fortfarande omstridd. Mackenziefloden och flera mindre floder mynnar i Beauforthavet som har ett rikt djurliv med valar och flera olika havsfåglar. Havet är stora delar av året täckt med is och de norra regionerna har hittills aldrig varit isfria. Genom en kedja av sund är havet förbundit med Baffinbukten i öster.